# Енерджі
Сквер «Energy park» — сквер у місті Кременчук Полтавської області.

## Розташування
Розташований ліворуч від палацу культури «Нафтохімік», на розі проспекту Лесі Українки та провулку Грозненського.

## Історія
Був відкритий 24 вересня 2021 року. Відкриття скверу — спільний проєкт міської влади Кременчука та керівництва АТ «Укртатнафта».
Перша черга робіт у сквері була зроблена до Дня працівників нафтової, газової та нафтопереробної промисловості України  (у 2021 році — 12 вересня), друга — до Дня міста (29 вересня).
У сквері розбиті квітники, висаджені декоративні кущі, дерева, зокрема піраканта, сакура, барбарис. Укладені рулонний газон, що складається з міцної сітчастої основи та дерну та пішохідні доріжки з тротуарної плитки. Встановлені лави для відпочиваючих, обладнана система поливу для догляду за рослинами.